# Officiers des bases de l'air
Les officiers des bases de l'air forment l'un des trois corps particulier d'officiers de l'Armée de l'air française, avec les officiers navigants et les officiers mécaniciens.

## Formation
Ces officiers sont recrutés sur concours ou sous contrat. Ils sont formés au sein de l'École de l'air de Salon-de-Provence.

## Fonctions
Ces officiers sont responsables du soutien opérationnel et général : contrôle aérien, renseignement et infrastructure, gestion et administration. 
Ils exercent aussi des emplois dans le domaine de la "protection-défense", au sein des fusiliers de l'air. Les officiers de cette spécialité peuvent accéder, par le CPOCAA, aux commandos spécialisés de l'Armée de l'Air (CPA 20, CPA 30) et au CPA 10 (Commandement des opérations spéciales). Ils sont très régulièrement déployés en opérations extérieures. 
Les officiers de la spécialité "renseignement" sont formés par le stage ORIA et sont ensuite orientés dans les unités opérationnelles. Ils répondent aux besoins en renseignement des équipages et unités, participent à la préparation des missions opérationnelles et sont amenés à diriger des équipes de sous-officiers spécialistes. Ces officiers sont très régulièrement déployés en opérations. 
Les officiers spécialisés dans les fonctions "gestion et administration" exercent des fonctions équivalentes à celles des officiers du corps technique et administratif dans les autres armées.